# كفر المرابعين
قرية كفر المرابعين هي إحدى القرى التابعة لمركز كفر الشيخ في محافظة كفر الشيخ في جمهورية مصر العربية. حسب إحصاءات سنة 2006، بلغ إجمالي السكان في كفر المرابعين 1900 نسمة، منهم 1027 رجل و873 امرأة.